# Холландер, Бенно
Бенно Холландер (англ. Benno Hollander, собственно Бенуа Холландер, фр. Benoît Hollander; 8 июня 1853, Амстердам — 27 декабря 1942, Лондон) — британский скрипач, альтист, композитор и дирижёр нидерландского происхождения.

## Биография
Окончил Парижскую консерваторию (1873), ученик Ламбера Массара (скрипка) и Камиля Сен-Санса (композиция). После серии гастрольных поездок по Франции, Германии, России и скандинавским странам в 1876 году обосновался в Лондоне, где и провёл всю жизнь. Как альтист выступал преимущественно в ансамбле — в частности, в 1879 г. участвовал в премьере фортепианного квартета Чарльза Вильерса Стэнфорда (с Ксавером Шарвенкой в партии фортепиано). В 1882—1884 гг. был концертмейстером у Ханса Рихтера, представлявшего в Лондоне программу немецкой оперы. С 1887 г. преподавал в Гилдхоллской школе музыки, среди его учеников, в частности, Джон Сондерс.
В композиторском наследии Холландера — опера «Последние дни Помпеи» (1907, не поставлена), симфония «Роланд» (1906), два концерта для скрипки с оркестром, концерт для виолончели с оркестром, септет для фортепиано, струнных и двух валторн, два струнных квартета, струнное и фортепианное трио, ряд сочинений для скрипки и фортепиано.